# Ornontowice
Ornontowice (deutsch Ornontowitz) ist ein oberschlesisches Dorf in der Woiwodschaft Schlesien in Polen. Es ist Sitz der Gmina Ornontowice.
Im Dorf befindet sich das Steinkohlen-Bergwerk Budryk, das seit 1994 fördert.
1900 erbaute der Berliner Architekt Hugo Hartung für die Familie Hegenscheidt das Schloss Ornontowitz im Stil der Neorenaissance.

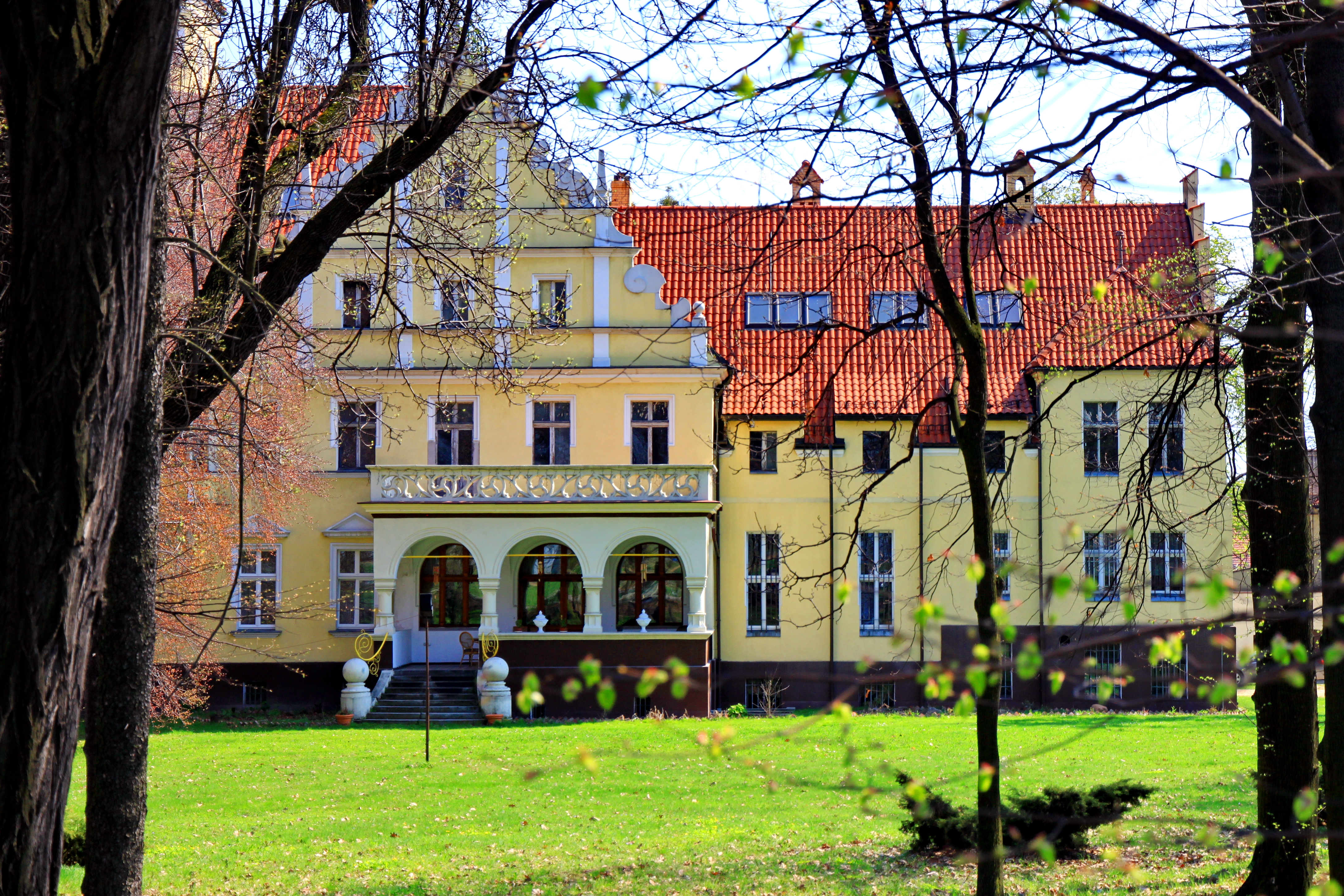
Schloss Ornontowitz

## Gemeinde
Die Landgemeinde Ornontowice hat etwa 6000 Einwohner.